# Walter Eichholz
Walter Eichholz (* 14. Mai 1894; † 1. September 1953) war ein deutscher Ingenieur und von 1943 bis 1945 Vorstandsvorsitzender der August-Thyssen-Hütte (ATH) AG.

## Leben
Nach dem Ersten Weltkrieg studierte Eichholz an der RWTH Aachen und der Bergakademie Clausthal Hüttenwesen und wurde in Aachen am 25. März 1924 promoviert; 1927 übernahm er die Leitung des Siemens-Martin-Stahlwerks II. 1933 trat Eichholz in die NSDAP ein, 1937 wurde er Betriebsdirektor der metallurgischen Abteilung. 1941 wurde er Vorstandsmitglied im Bereich Betriebswirtschaft und Werksleiter. Im Oktober 1943 wurde er Vorstandsvorsitzender der ATH AG und (in Personalunion) Leiter der ATH; 1944 erhielt er den nach Fritz Todt benannten Preis für die Entwicklung neuer Stahlverfahren. Im April 1945 setzte er sich kurzzeitig mit anderen Mitgliedern des Vorstands ab, wurde jedoch bei seiner Rückkehr Ende April 1945 von der Militärregierung verhaftet. Im Spruchkammerverfahren im Rahmen der Entnazifizierung wurde er am 11. Juli 1947 in die Stufe IV als Mitläufer eingereiht. Aus unbekannten Gründen kehrte er danach nicht in den Vorstand der August-Thyssen-Hütte zurückr.
Walter Eichholz war Mitglied der Studentenverbindung Corps Montania Clausthal und der Schwiegervater von Karl-Heinrich Jakob.

## Zwangsarbeit
Nachdem Eichholz 1943 den Vorsitz im Vorstand übernommen hatte, nahm der Kampf gegen die so genannte Bummelei an Schärfe zu, Bummelei sollte scharf und rücksichtslos verfolgt werden und führte zur Einrichtung eines innerbetrieblichen Sonderlagers.
Im August 1943 meldete Eichholz einen sowjetischen Kriegsgefangenen und Zwangsarbeiter der Gestapo, der nach weiteren Bestrafungen im Oktober 1943 im KZ Buchenwald ermordet wurde. Obwohl die ATH AG keine jüdischen Zwangsarbeiter beschäftigte, zeigt der Schriftwechsel von Eichholz starke Ähnlichkeiten mit der menschenverachtenden Sprache des Dritten Reiches (LTI): Beispiele sind Begriffe wie „Menschenmaterial“ und „Einsatzwert“, wenn es um die Anforderung von Zwangsarbeitern ging.